# Privat-Gruppe
Die Privat-Gruppe auch Privat-Fraktion (ukrainisch Група «Приват») ist eine einflussreiche Gruppe in der Ukraine um die PrivatBank, eine der größten Banken des Landes.
Die Gruppe wird von den ukrainischen Unternehmern Hennadij Boholjubow, Oleksij Martynow, und Ihor Kolomojskyj geleitet, sie kontrolliert Teile der Stahl-, Öl-, Chemie-, Energie- und Nahrungsmittelindustrie in der Ukraine, Russland und Rumänien zum Teil maßgeblich. Die Geschäftskerne der Gruppe sind Finanzdienstleistungen und die Eisen- und Stahlindustrie. Die meisten Unternehmen der Gruppe, einschließlich der Privatbank selbst, sind in Dnipro oder in der Oblast Dnipropetrowsk beheimatet. Die Privat-Gruppe besitzt auch mehrere ukrainische Medien, pflegt enge Beziehungen mit Politikern und ist ein Sponsor des ukrainischen Profisports.

## Eisen- und Stahlindustrie
Verschiedene Eisen- und Stahl-Unternehmen bilden den Kern der Privat-Fraktion (die Ukraine ist mit 54,7 Mio. t weltweit der sechstgrößte Produzent von Eisenerz und mit 38,6 Mio. t der siebtgrößte Produzent von Stahl); die Gruppe bildet eine vollständige vertikale Kette angefangen von der Herstellung über die Weiterverarbeitung bis zum Verkauf.

## Erzbergbau und verarbeitende Unternehmen
- Marhanets Mining & Processing Kombinat (Marhanez) und Ordzhonikidze Mining & Processing Kombinat (Ordshonikidse) fördert und produziert Eisenlegierungen für den Inlandsmarkt.
- Suha Balka JSC fördert Eisenerz um Krywyj Rih
- Das Pivdennyi Mining & Processing Kombinat (Pivdennyj Buh, Miteigentümer ist Wadym Nowinskyj) fördert Eisenerz und verarbeitet es weiter (Krywyj Rih)

## Stahlwerke
- Das Dniproer Metallurgie-Kombinat nach Petrovskyi (Dnipro)

## Öl-Industrie
Nach Medienangaben hat die Privat-Gruppe erhebliche Anteile an der Ukrnafta und NPK Halychyna. Ukrnafta ist eine halb staatliche Ölgesellschaft, die sich mit der Gewinnung von Erdöl und Gaskondensat sowie dem Einzelhandel mit Benzin durch ihr großes Tankstellennetz befasst.
NPK Halychyna (Naphta-Petrolkombinat) besitzt und betreibt eine Öl-Raffinerie in Drohobytsch (Oblast Lemberg).
Die Gruppe kontrolliert die Ilichivsk-Treibstoff-Terminalgesellschaft, den Betreiber des Öl- und Benzinterminals im Schwarzmeer-Hafen von Tschornomorsk.

## Lebensmittel-Industrie
Die Privat-Gruppe besitzt das Dniproer Erfrischungsgetränke-Unternehmen "Biola".
Die Gruppe kontrolliert einen Großteil der zuckerrübenverarbeitenden Industrie in der gesamten Ukraine (die Ukraine ist der weltweit fünftgrößte Produzent von Zuckerrüben).

## Energiewirtschaft
Im Jahr 2005, kaufte die Privat-Gruppe Anteile an fünf Energiekonzern und hat dadurch die weitgehende Kontrolle der Stromversorgung in Iwano-Frankiwsk, Poltava, Sumy, Tschernihiw und Lwiw/Lemberg. Die Namen der Unternehmen sind die Namen des jeweiligen Ortes/Oblast mit der Endung-oblenergo, z. B. "Poltavaoblenergo".

## Sport
Die Privat-Gruppe ist Sponsor des professionellen Fußballvereins FK Dnipro.

## Beziehungen und Kontroversen
Die Privat-Gruppe befindet sich in einem ständigen und heftigen Konflikt mit dem ukrainischen Unternehmer Wiktor Pintschuk und seiner Interpipe Group. Viele Tochtergesellschaften und Zweigfirmen der Interpipe Group haben ihren Hauptsitz in und um Dnipro.
Vor der Orangen Revolution war die Gruppe politisch relativ unbeteiligt, aber loyal gegenüber dem Regime von Leonid Kutschma. Nach dem Regierungswechsel schlossen die Eigentümer der Privat-Gruppe angeblich eine "Allianz" mit Julija Tymoschenko, was von Tymoschenko allerdings bestritten wurde.